# Jacob Aagaard
Jacob Aagaard (Hørsholm, 31 luglio 1973) è uno scacchista e scrittore danese naturalizzato scozzese, grande maestro.
Nel 2007 ha ottenuto la cittadinanza scozzese, paese che ha rappresentato in due periodi diversi della sua carriera. Per la Federazione scacchistica della Scozia ha partecipato a due Olimpiadi degli scacchi. È stato campione scozzese e britannico. Dal 2023 è tornato a rappresentare la Federazione scacchistica della Danimarca.
Scrittore prolifico in ambito scacchistico, nel 2004 ha fondato, insieme al grande maestro John Shaw e al maestro internazionale Ari Ziegler, la casa editrice Quality Chess.

## Carriera
Inizia a giocare all'età di dodici anni nel 1985.
Nel 1997 si trasferisce in Scozia a Glasgow e ottiene il titolo di maestro internazionale. Partecipa per la federazione scacchistica della Scozia a due olimpiadi degli scacchi: Torino 2006 (in seconda scacchiera)  e Dresda 2008 (in quarta scacchiera), con il risultato complessivo di +6 =9 –3.
Nel 2007 vince a Great Yarmouth il 94º Campionato britannico, ottenendo il titolo di grande maestro.
Altri risultati:
- 1996 : primo-terzo con Sergei Kalinichev e Nikolai Legky nel First Saturday di Budapest;
- 1997 : pari primo a Highgate;
- 1998 : primo a Hampstead;
- 2002 : pari primo a Helsingør;
- 2003 : primo a Helsingør;
- 2004 : primo-terzo ad Arco di Trento con Thomas Luther e Milan Draško; terzo nella Rilton Cup di Stoccolma, secondo nel 111º campionato scozzese;
- 2005 : vince il 112º campionato scozzese;[7]
- 2006 : pari primo ad Arco di Trento;
- 2012 : vince a Glasgow il campionato scozzese.

## Opere
Aagaard ha scritto numerosi libri di scacchi, tra cui:
- Easy Guide to the Panov-Botvinnik Attack, Everyman Chess, 1998
- Easy Guide to the Sveshnikov Sicilian, Everyman Chess, 2000
- Dutch Stonewall, Everyman Chess, 2001 ("Lo Stonewall", Caissa Italia, 2006, nuova edizione)
- Queen's Indian Defence, Everyman Chess, 2002
- Excelling at Chess Calculation, Everyman Chess, 2004 ("Imparare a calcolare", Caissa Italia, 2007)
- Excelling at Combinational Play, Everyman Chess, 2004
- Excelling at Technical Chess, Everyman Chess, 2004 ("Questione di tecnica...", Caissa Italia, 2006)
- Starting Out: The Grünfeld, Everyman Chess, 2004 - ("Conoscere l'Indiana di Grünfeld", Caissa Italia, 2005, nuova edizione)
- Practical Chess Defence, Quality Chess, 2006
- The Attacking Manual: Basic Principles, Quality Chess, 2008 ("Il Manuale dell'attacco, volume uno", Caissa Italia, 2010)
- The Attacking Manual 2: Technique and Praxis, Quality Chess, 2008